# Бломеше-Вільдніс
Бломеше-Вільдніс (нім. Blomesche Wildnis) — громада в Німеччині, розташована в землі Шлезвіг-Гольштейн. Входить до складу району Штайнбург. Складова частина об'єднання громад Горст-Герцгорн.
Площа — 6,92 км2. Населення становить 639 ос. (станом на 31 грудня 2020).